# Віфорень (Ботошань)
Віфорень, Віфорені (рум. Viforeni) — село у повіті Ботошані в Румунії. Входить до складу комуни Горбенешть.
Село розташоване на відстані 376 км на північ від Бухареста, 20 км на схід від Ботошань, 83 км на північний захід від Ясс.

## Населення
За даними перепису населення 2002 року у селі проживали 28 осіб, усі — румуни. Усі жителі села рідною мовою назвали румунську.